# Ascocoryne turficola

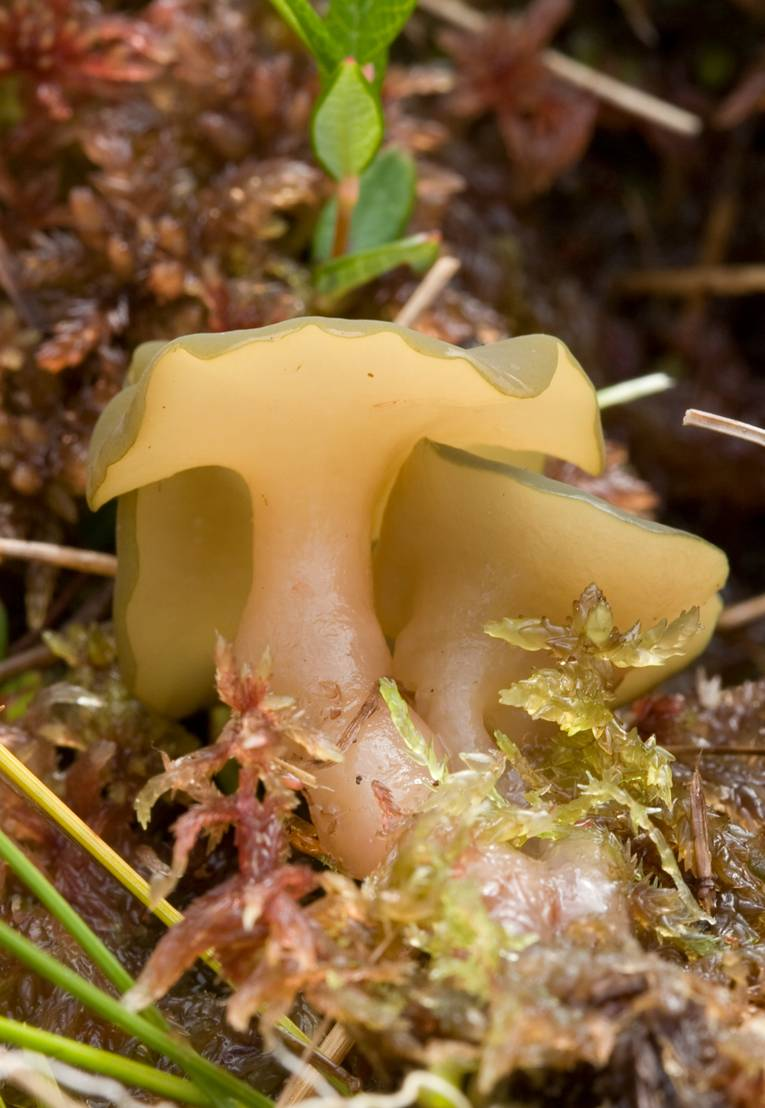

Ascocoryne turficola (Boud.) Korf – gatunek grzybów z rzędu tocznikowców (Helotiales).

## Systematyka i nazewnictwo
Pozycja w klasyfikacji według Index Fungorum: Ascocoryne, Gelatinodiscaceae, Helotiales, Leotiomycetidae, Leotiomycetes, Pezizomycotina, Ascomycota, Fungi.
Po raz pierwszy opisał go w 1905 r. Jean Louis Émile Boudier, nadając mu nazwę Coryne turficola. Obecną nazwę nadał mu w roku 1971 Richard Paul Korf, przenosząc go do rodzaju Ascocoryne. Synonimy:
- Coryne turficola Boud. 1905
- Ombrophila turficola (Boud.) Svrček 1957
- Sarcoleotia turficola (Boud.) Dennis 1971

## Morfologia
Owocniki
Apotecja, zwykle występujące pojedynczo, rzadko w grupach. Mają szerokość 0,5–4,0(5) cm, początkowo są skórzaste z wypukłym dyskiem, później galaretowate, w kształcie kubka z centralnym zagłębieniem i zwężającą się podstawą. Hymenium początkowo gładkie, następnie garbkowate do móżdżkowatych, oliwkowe, oliwkowobrązowe do brązowo-liliowych. Trzon pomarszczony, szklisty, winno-różowy do liliowo-różowego, o długości 3–8(10) cm.
Cechy mikroskopowe
Worki cylindryczno-maczugowate, do 185 × 10(12) μm, 8-zarodnikowe. Askospory bez przegród, elipsoidalne, szkliste, z gutulami, 14,0–19,6(-21) × 5,6–7 μm. Wstawki lekko tępe.

## Występowanie
Występuje w Ameryce Północnej, Europie, Azji i Afryce. W Polsce stanowisko tego gatunku po raz pierwszy podały M. Stasińska i Z. Sotek w 2004 r. W późniejszych latach gatunek ten został znaleziony na innych jeszcze stanowiskach, w sumie na czterech
W Polsce okazy tego gatunku zostały znalezione na torfowisku przejściowym wśród mchów torfowców na łodygach turzycy dzióbkowatej. Na torfowiskach rezerwatu przyrody Głowacz gatunek ten występował w grupach.